# Arcachon
Arcachon is een gemeente in het Franse departement Gironde (regio Nouvelle-Aquitaine) gelegen aan het Bassin d'Arcachon en de Atlantische Oceaan. De gemeente telde op 1 januari 2022 10.895 inwoners, die Arcachonnais worden genoemd. De plaats is de onderprefectuur van het op 1 januari 2007 opgerichte arrondissement Arcachon.
In de 19e eeuw ontwikkelde Arcachon zich tot een belangrijke badplaats. In 1823 begon de eerste toeristische ontwikkeling, die een impuls kreeg door de bouw van een eigen spoorwegstation, station Arcachon, in 1841. In 1857 werd deze voormalige wijk van La Teste-de-Buch een zelfstandige gemeente.
Tegelijk kende de visserijhaven (in de wijk L'Aiguillon) een gestage groei met als hoogtepunt de jaren 1940-1950 en werd Arcachon een van de belangrijkste Franse havens voor de vangst van sardines en makreel. Daarna ging de visvangst achteruit. Maar ook nu nog is er een vismijn (La Criée).

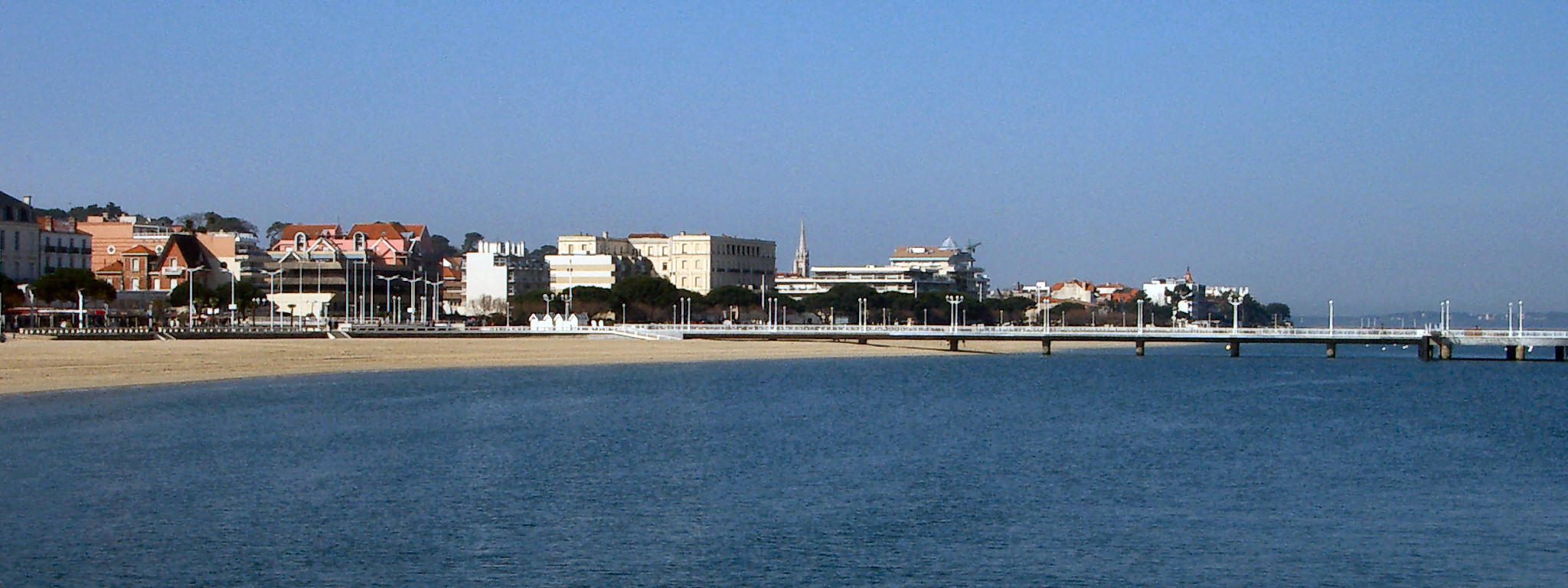
Zicht op Arcachon

## Geografie
De oppervlakte van Arcachon bedroeg op 1 januari 2022 7,56 vierkante kilometer; de bevolkingsdichtheid was toen 1.441,1 inwoners per km².

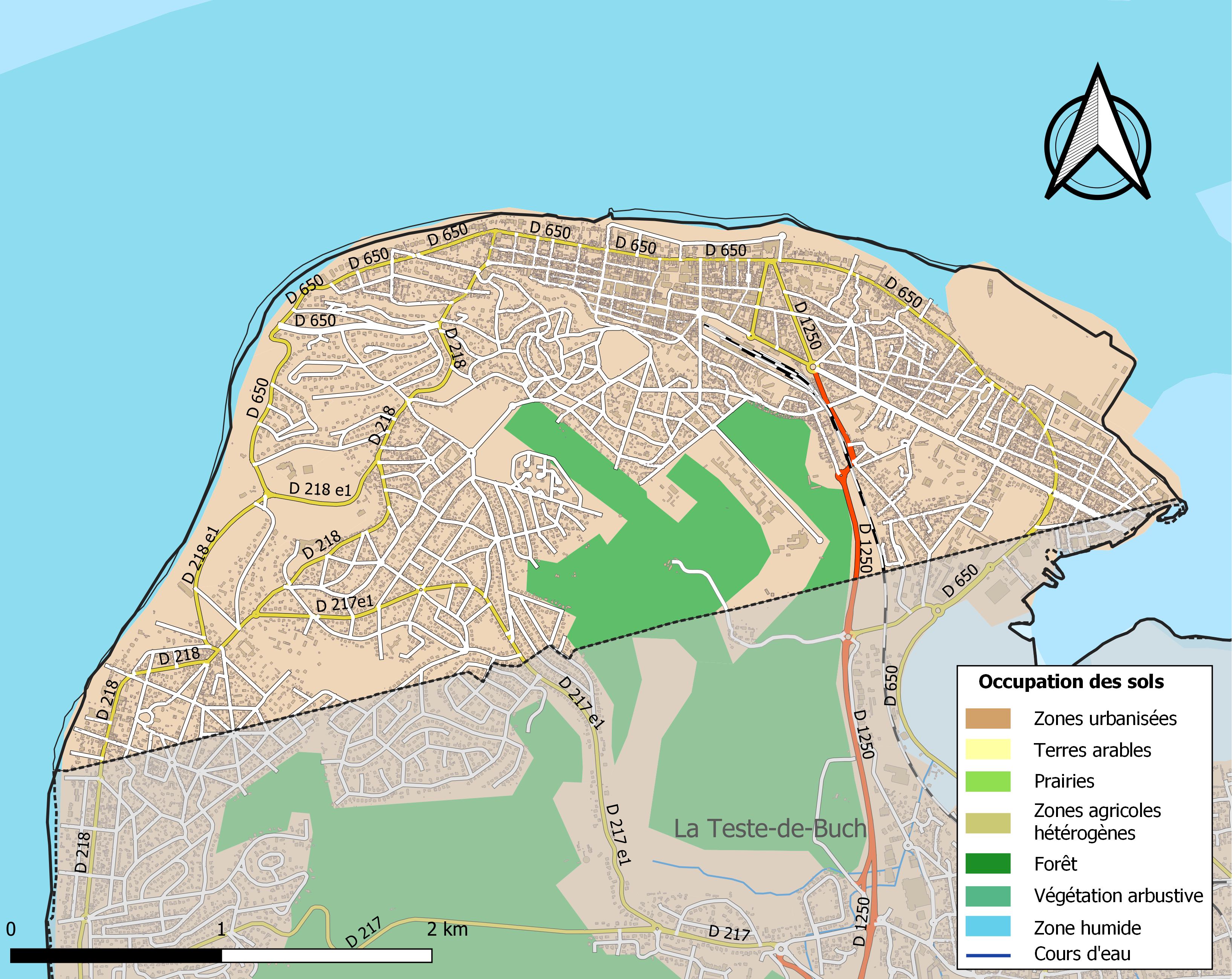
Kaart van de gemeente met belangrijkste infrastructuur, bodemgebruik en omliggende gemeenten

## Demografie
Onderstaande figuur toont het verloop van het inwonertal (bron: INSEE-tellingen).

## Geboren
- Roger-Henri Expert (1882-1955), architect
- Germaine Guex (1904-1984), Zwitserse psychologe
- Danielle Bonel (1919-2012), actrice, secretaresse en vertrouwenspersoon van Édith Piaf
- Jean Périsson (1924), dirigent
- Pascal Touron (1973), roeier
- Timothy Loubineaud (1996), schaatser

## Overleden
- Valentine Haussmann (1843-1901), dochter van Georges-Eugène Haussmann
- Jane Thylda (1869-1935), actrice en societyfiguur

## Afbeeldingen

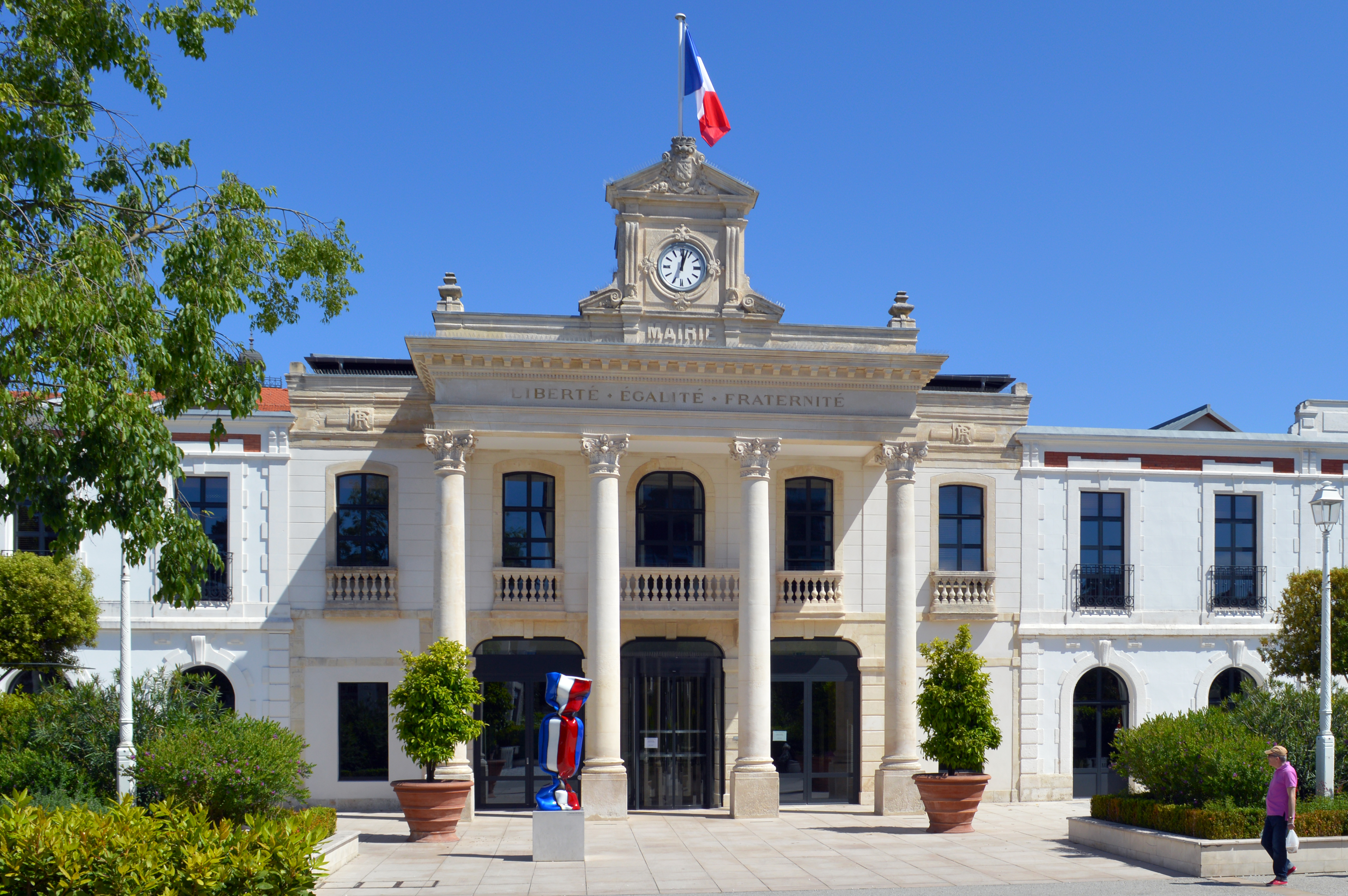
Gemeentehuis
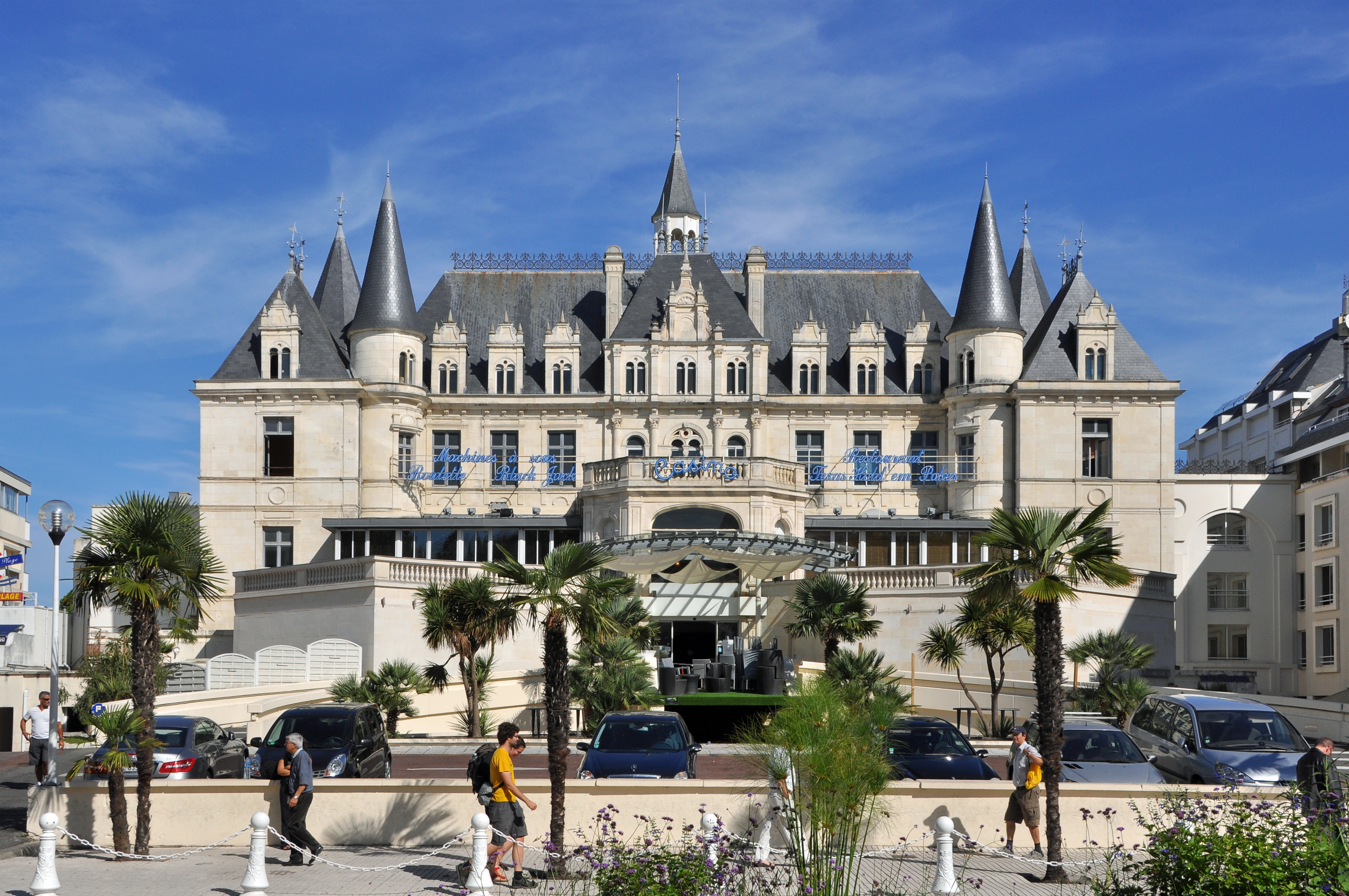
Casino
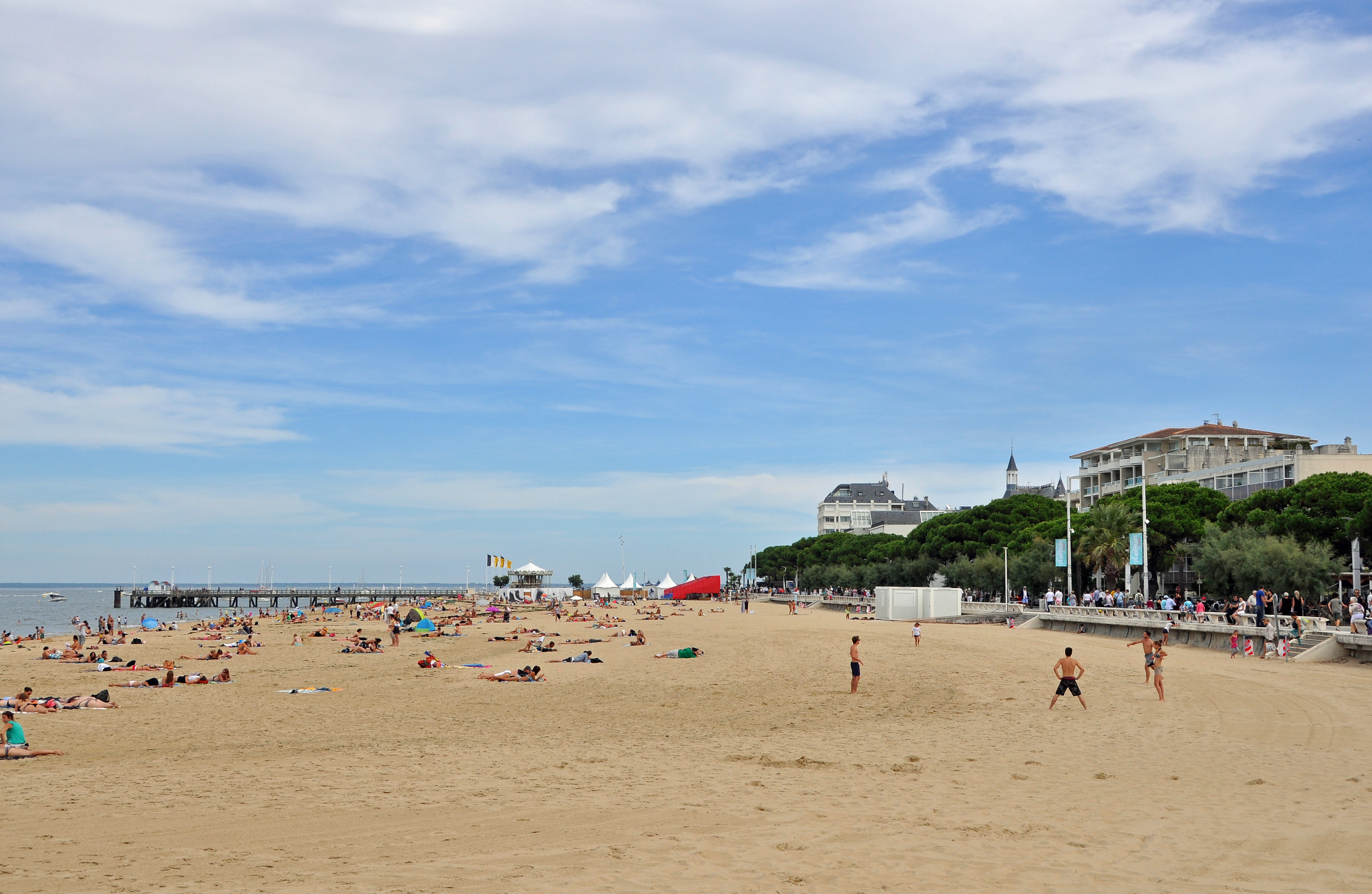
Strand
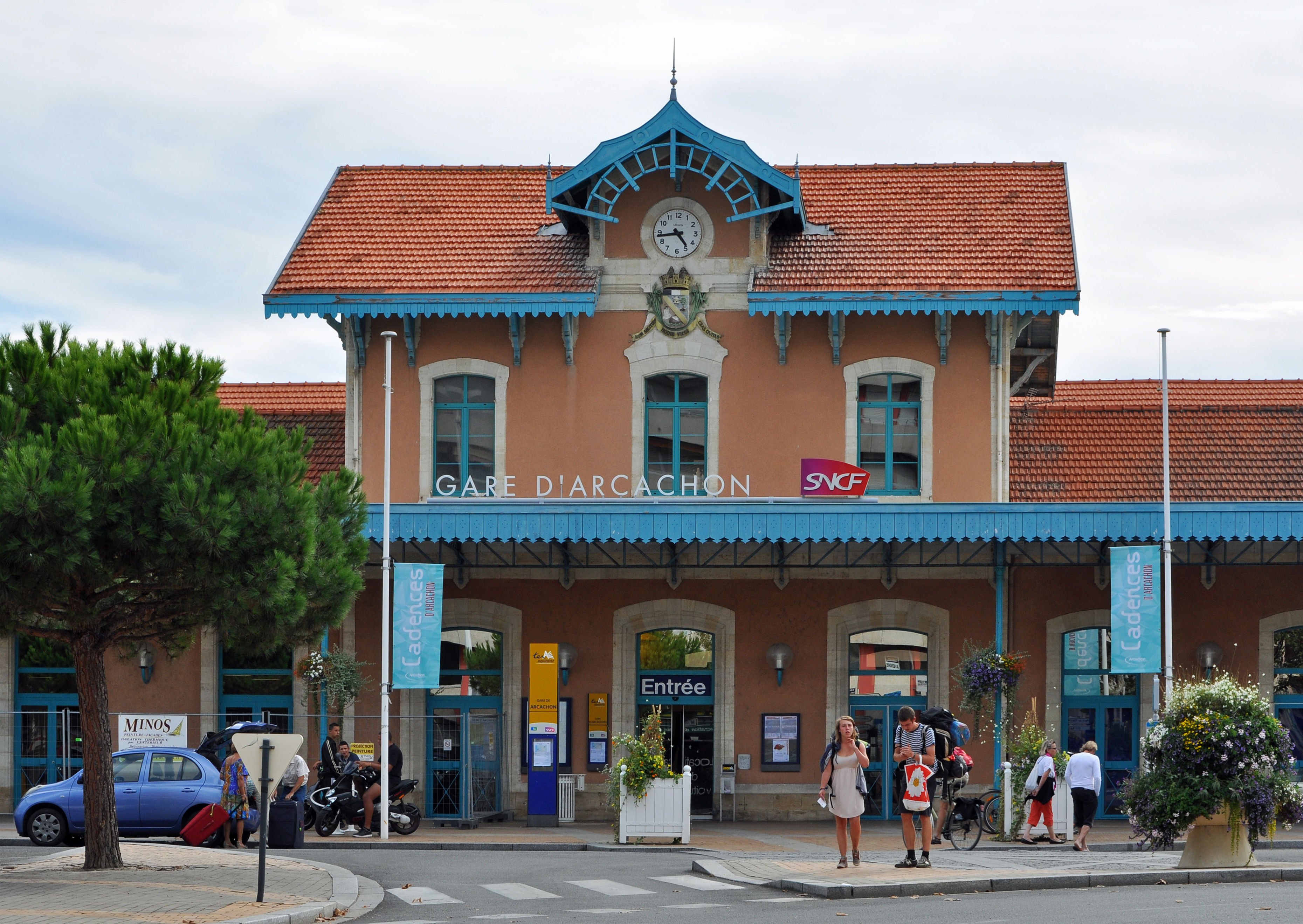
Station